# Гана на Чемпіонаті світу з водних видів спорту 2015
Гана взяла участь у Чемпіонаті світу з водних видів спорту 2015, який пройшов у Казані (Росія) від 24 липня до 9 серпня.

## Плавання
Плавці Гани виконали кваліфікаційні нормативи в дисциплінах, які наведено в таблиці (не більш як 2 плавці на одну дисципліну за часом нормативу A, і не більш як 1 плавець на одну дисципліну за часом нормативу B):
Чоловіки
| Спортсмен     | Дисципліна           | Попередній заплив | Попередній заплив | Півфінал        | Півфінал        | Фінал           | Фінал           |
| Спортсмен     | Дисципліна           | Час               | Місце             | Час             | Місце           | Час             | Місце           |
| ------------- | -------------------- | ----------------- | ----------------- | --------------- | --------------- | --------------- | --------------- |
| Абеку Джексон | 50 м вільним стилем  | 24.72             | 70                | Завершив виступ | Завершив виступ | Завершив виступ | Завершив виступ |
| Абеку Джексон | 50 м батерфляєм      | 26.41             | 55                | Завершив виступ | Завершив виступ | Завершив виступ | Завершив виступ |
| Квесі Джаксон | 100 м вільним стилем | 56.94             | 98                | Завершив виступ | Завершив виступ | Завершив виступ | Завершив виступ |

Жінки
| Спортсменка        | Дисципліна           | Попередній заплив | Попередній заплив | Півфінал         | Півфінал         | Фінал            | Фінал            |
| Спортсменка        | Дисципліна           | Час               | Місце             | Час              | Місце            | Час              | Місце            |
| ------------------ | -------------------- | ----------------- | ----------------- | ---------------- | ---------------- | ---------------- | ---------------- |
| Наташа Амефа Аддаї | 50 м вільним стилем  | 41.71             | 110               | Завершила виступ | Завершила виступ | Завершила виступ | Завершила виступ |
| Наташа Амефа Аддаї | 50 м брасом          | 51.73             | 70                | Завершила виступ | Завершила виступ | Завершила виступ | Завершила виступ |
| Кая Форсон         | 200 м вільним стилем | 2:23.72           | 61                | Завершила виступ | Завершила виступ | Завершила виступ | Завершила виступ |
| Кая Форсон         | 200 м на спині       | 2:43.94           | 44                | Завершила виступ | Завершила виступ | Завершила виступ | Завершила виступ |